# シュテファン・トラック
シュテファン・トラック（ドイツ語: Stefan Track、1971年9月15日 - ）は、ドイツバーデン＝ヴュルテンベルク州アーレン出身の歌手。ジンキスカンのカバーバンドとしてロッキング・サン（Rocking Son）などの名義で活動している。

## 経歴

### 生い立ち
1971年、ドイツ南部のアーレンで生まれたシュテファンは、学校を卒業すると看護師の訓練を経て看護師として働くとともに、モデルやダンサーとして活動する。1996年にダンス団体「Act of Contrition（略称 : A*Con）」を設立して振付師兼ダンサーとして活動し、ドイツのヒッピホップのチャンピオンとなった。
2000年には、ジンギスカンのルイスがかつて所属したゲルトナープラッツ劇場と5年契約を結んだ。

### 2005-2017年

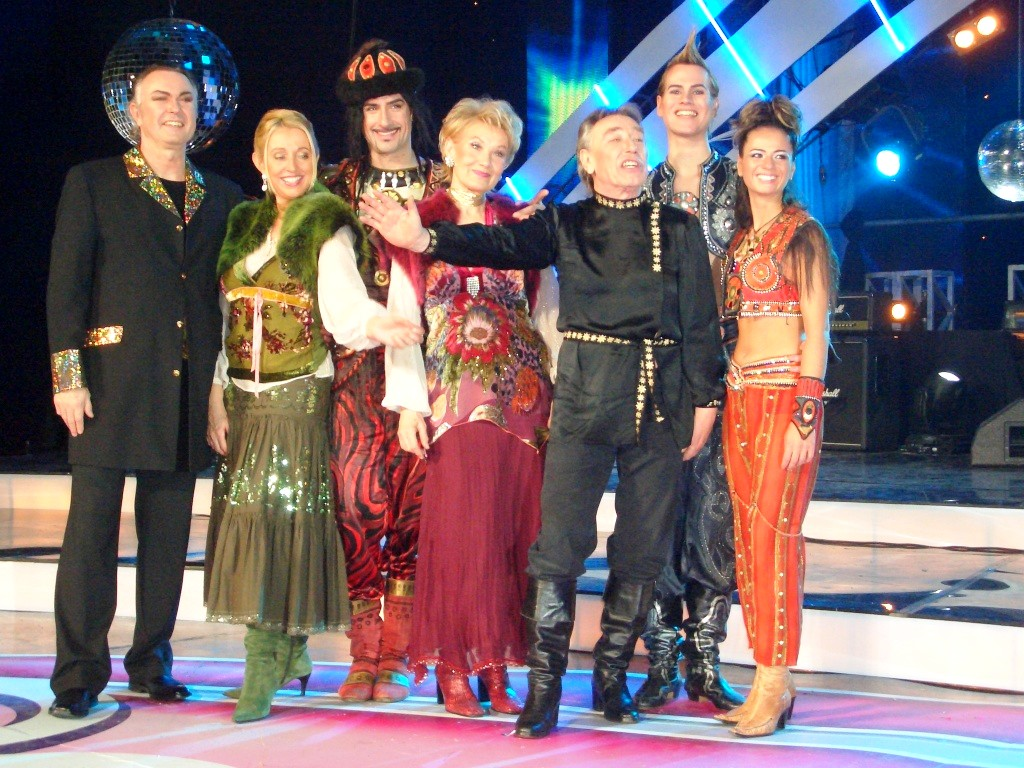
2005年再結成時のジンギスカン
（左から3人目がシュテファン、一番右がエプル、その隣がダニエル）

2005年、ハインツ・グロスによってジンキスカンの復活コンサートが企画されると、既に亡くなっていた	ルイスの代役としてシュテファンが抜擢される。ショーの振付師も任されたシュテファンはダンスパートナーとしてエプル・カーヤの参加を提案し、さらにダニエル・ケスリンクを加えた3人がゲストダンサーとして参加した。
復活コンサートへのゲスト出演の後、シュテファンはエプルやダニエルとともにジンギスカンのカバーバンド「Khaan」を開始し、2007年5月には「元グループとの区別の明確化」のためにバンド名をジンギスカンの楽曲に由来する「ロッキング・サン（Rocking Son）」（あるいはRocking Son Of Dschinghis Khan）へと変更した。
2007年にダニエル、2009年にエプルが脱退すると、シュテファンはマヨルカ島へと移住してドイツでは「Rocking Son」名義、ロシアでは「Dschingis Khan」名義で活動を続けた。2013年のロシアでのインタビュー記事でシュテファンは
という趣旨を答えており、記事の末尾には「ジーゲルはジンギスカンの全ての楽曲の権利をシュテファンに正式に譲渡した」とも書かれている。

### 2018年以降

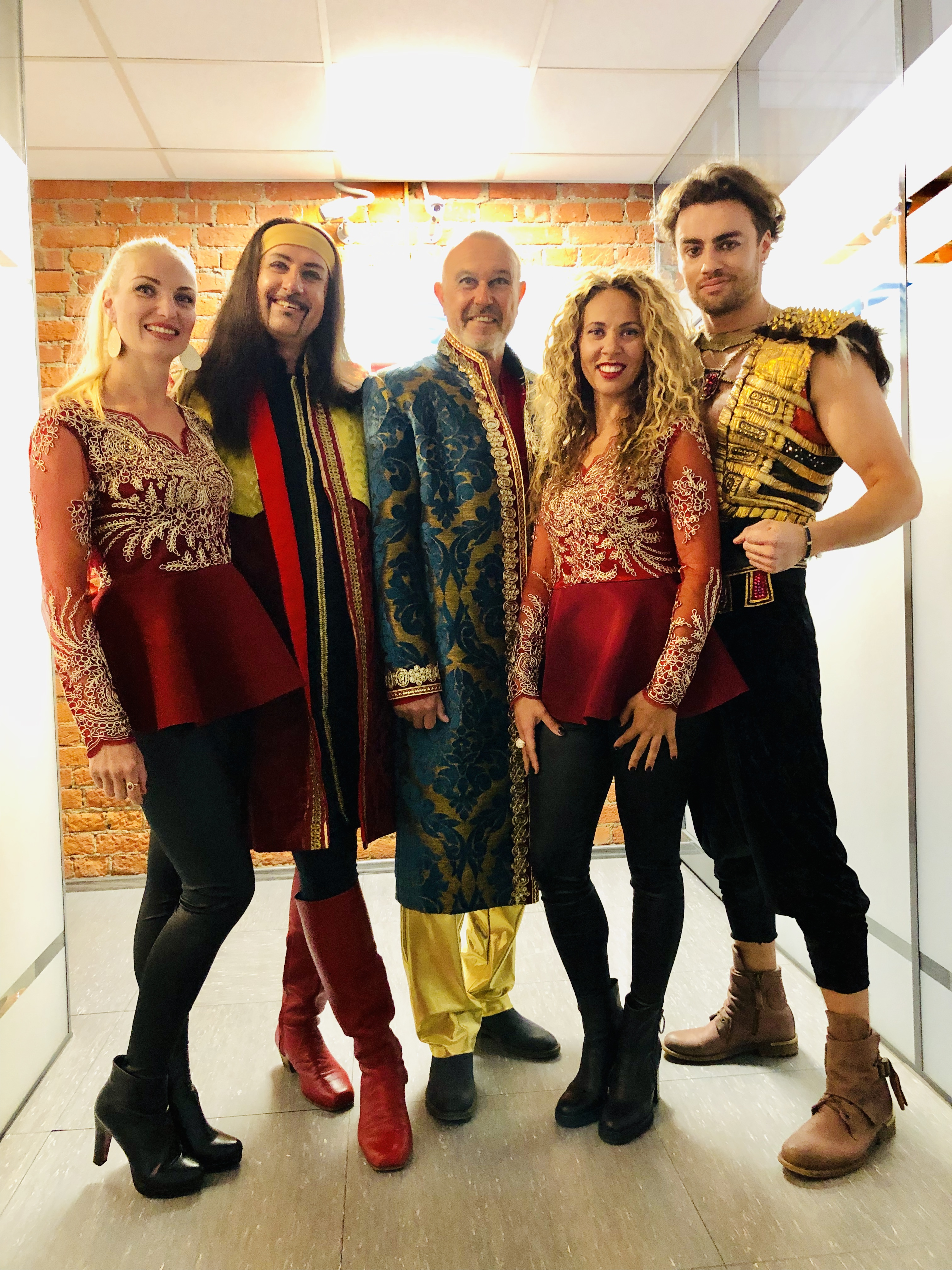
ヴォルフガングとシュテファンの「ジンギスカン」（2019年）
（中央がヴォルフガング、その左隣がシュテファン）

2018年半ばからは、ジンキスカンのオリジナルメンバーであるヴォルフガング・ハイヒェルと協力した。当時ヴォルフガングはドイツ、シュテファンはロシア・ウクライナ・スペインでそれぞれ「ジンギスカン」の関する商標を有しており、この合流は互いの有する権利の強化が目的であった。
2人は「ジンギスカン」名義で活動したが、2人の間には2020年には重大な意見の相違が生じていたとされ、2021年7月にバンドのロゴや名称の権利をめぐる裁判でジーゲルに敗訴すると関係を解消している。その後、ヴォルフガングは「ジンギスカン（Chinggis Khan）」名義のバンドで活動し、シュテファンはまた別のジンギスカンのコピーバンドを結成して活動を続けている。
2024年には、シュテファンが有していたドメイン「ralphsiegel.de」と「ralphsiegel.com」についてもジーゲルに敗訴しており、この裁判でジーゲルはシュテファンを「Trittbrettfahrer（便乗者）」と評した。

## グループ活動のメンバー

### 主要メンバー
- ダニエル・ケスリンク / Daniel Käsling（2006 - 2007）
- エプル・カーヤ / Ebru Kaya（2006 - 2009）
- ヴォルフガング・ハイヒェル / Wolfgang Heichel（2018 - 2022）

### ダンサーチーム「Gefährten」
- ルー / Le Ung Hoang（2007 - 2008）
- ナタリー / Natalie Horoba（2009 - 不明）
- レオニ・エッフィンガー（ドイツ語版） / Leoni Kristin Oeffinger（2011 - 2013）[2][10]
- サラ・フライゲ / Sarah Fleige（2011 - 不明）[2]
- カーテ・サンデル / Kate Sandell（2011 - 不明）[2]
- アンドレアス・グレーベ / Andreas Gräbe（2011 - 不明）[2][11]
- ムィコーラ / Микола, Mykola pylnyev（2014 - 不明）[2]
- Leila Melikova
- Tatiana Gerisamova
- Denis Loginov
- Andrey Ivanoff

## ディスコグラフィ

### アルバム
| タイトル                    | 名義            | 年   | 備考                                                     |
| --------------------------- | --------------- | ---- | -------------------------------------------------------- |
| Rising                      | Rocking Son     | 2007 | 2008年に5曲収録のEP「International Edition」がリリース。 |
| Dschinghis Khan – Best Hits | Kazachok        | 2007 |                                                          |
| Here we go                  | Dschinghis Khan | 2020 | ヴォルフガングと共同。                                   |

### シングル
| タイトル                            | 名義                           | 年   | 備考                   |
| ----------------------------------- | ------------------------------ | ---- | ---------------------- |
| Yippieh Hooray                      | Rocking Son                    | 2009 |                        |
| All what you want                   | Rocking Son                    | 2009 |                        |
| Loreley                             | Rocking Son                    | 2010 |                        |
| Moskau                              | Rocking Son                    | 2013 |                        |
| Sin Amor (Dschinghis Khan spanisch) | Rocking Son                    | 2013 |                        |
| Der Dudelmoser                      | Rocking Son                    | 2013 |                        |
| Moskau                              | Rocking Son of Dschinghis Khan | 2017 |                        |
| Wir sind da (Dschinghis Khan)       | Rocking Son of Dschinghis Khan | 2018 |                        |
| Die Strassen von Paris              | Dschinghis Khan                | 2019 | ヴォルフガングと共同。 |
| Istanbul                            | Dschinghis Khan                | 2020 | ヴォルフガングと共同。 |
| Komm doch heim                      |                                | 2022 |                        |
| Star of the night                   |                                | 2022 |                        |